# België op de Paralympische Winterspelen 1992
België is een van de landen die deelnam aan de Paralympische Winterspelen 1992 in het Franse Tignes-Albertville.

## Deelnemers en resultaten
(m) = mannen, (v) = vrouwen 

### Alpineskiën
| Paralympiër      | Onderdeel                  | Resultaat | Prestatie         |
| ---------------- | -------------------------- | --------- | ----------------- |
| Harry Geyskens   | Reuzenslalon Klasse B3 (m) | 4de       | 3:20.51           |
| Harry Geyskens   | Super-G Klasse B3 (m)      | 5de       | 1:54.79           |
| Pierre de Coster | Reuzenslalon Klasse B2 (m) | DNF       | Niet gefinisht    |
| Pierre de Coster | Super-G Klasse B2 (m)      | DNF       | Niet gefinisht    |
| Willy Mercier    | Reuzenslalon Klasse B1 (m) | DSQ       | Gediskwalificeerd |
| Willy Mercier    | Super-G Klasse B1 (m)      | 4de       | 4:23.51           |

Australië · 
België · 
Canada · 
Denemarken · 
Duitsland · 
Estland · 
Finland · 
Frankrijk · 
Gezamenlijk team · 
Groot-Brittannië · 
Italië · 
Japan · 
Korea · 
Liechtenstein · 
Nederland · 
Nieuw-Zeeland · 
Noorwegen · 
Oostenrijk · 
Polen · 
Spanje · 
Tsjecho-Slowakije · 
Verenigde Staten · 
Zweden · 
Zwitserland